# Smscoin
SMSCOIN є потужним провайдером послуг мобільних платежів, який  зокрема спеціалізується на SMS платежах, і надає преміум SMS послуги на території більше ніж 92 країн, співпрацюючи з сотнями операторів мобільних мереж по всьому світу. Основна мета полягає в максимальному розширенні покриття, і за даним показником проєкту вдається утримувати лідерство протягом майже всього періоду свого існування .

## Історія

### 2006
Проєкт SmsCoin був запущений y липні 2006, охоплюючи лише 4 країни: (Росія, Україна, Казахстан, Ізраїль) і надаючи лише 3 послуги: смс:чат, смс:ключ та смс:банк. Протягом листопада того ж року була додана послуга смс:транзит, і до кінця року в проєкті були підключені вже 13 країн. 

### 2007
Початок 2007 року був відзначений не тільки підключені ще кількох країи, а також інноваційною розробкою для браузерів та MIDlet, яка надає можливість легкого доступу клієнтам до своєї статистики. Англійська версія сайту була презентована у лютому. Річний ювілей SmsCoin святкує, надаючи 5 різних смс:сервісів, співпрацюючи з 18 країнами по всьому світу, маючи більше ніж 5000 партнерів, та опрацьовуючи більше мільйона смс.

### 2008
На початку року компанія відкриває нову програму з розробки готових модулів для популярних CMS, опублікувавши перші 10. Також була додана нова послуга смс: контент, а в квітні проєкт оголосив про підключення в 30 країнах. У рамках посилення конкуренції проєкт підвищив виплати партнерам, додав можливість вибору свого префікса, перейшов на розрахунки в рублях для смс в Росії і навіть почав здійснювати виплату партнерських відрахувань раз на 5 днів (за запитом). У жовтні була запущена централізована служба підтримки, об’єднана спілкуванням через різні сервіси швидких повідомлень. У листопаді було оголошено про підключення в 40 країнах.

### 2009
У березні проєкт оголосив про чергове розширення, і кількість країн стала дорівнювати 50, підключивши відразу кілька країн Латинської Америки, а у травні було підключено ще 6 країн Близького Сходу. На трирічний ювілей проєкт повністю змінив дизайн і структуру сайту, зробивши його набагато зручнішим. Відразу ж була представлена нова послуга смс:донейт. На кінець року до проєкту було підключено 65 країн, включаючи останні «придбання»: Китай, Тайвань, Гонконг. Протягом усього року була значно розширена бібліотека готових модулів, як частина програми початої ще в 2008 році.

### 2010
Рік розпочався із підключення таких країн, як Індія та Кіпр, унікальних на той час для ринку, а також ще декількох країн, котрі доповнили загальну кількість до 71. Влітку список країн поповнився: були додані Італія, В'єтнам, Гватемала, Гондурас, Домініканська Республіка, Нікарагуа, Ель-Сальвадор, Панама, Парагвай, Косово, Алжир, Судан, Марокко, Таїланд. У грудні 2010 року загальна кількість підключених країн досягла 88.

### 2011
Відбулося підключення нових країн — Кенії, Гани, Коста-Рики та Уругваю, а також збільшення  діапазону тарифів. Значно розширена база готових модулів для різноманітних  CMS; у жовтні запроваджений (стартував) новий продукт — бібліотека внутрішньопрограмних платежів для пристроїів на базі ОС Android.

## Унікальні можливості
Будучи публічно відкритим проєктом з безкоштовною реєстрацією, SmsCoin має ряд унікальних особливостей, як на російському так і на міжнародному ринку:
- широке покриття в 92 країнах, частина з яких недоступна в інших компаніях мобільних платежів
- велика бібліотека готових модулів для різних CMS і готових рішень для різних завдань

Будучи також конкурентоспроможним і за всіма іншими параметрами, проєкт привернув увагу і співпрацює з такими проєктами як HeroCraft, Odnoklassniki.ru, Alawar Entertainment, Depositfiles.

## Критика
Сервіс неодноразово використовувався шахраями і не зважаючи на те, що їх блокували, занадто простий процес реєстрації та використання послуг неодноразово піддавалися критиці.

## Виноски
1. ↑  SmsCoin reaches new heights – 87 countries connected. Архів оригіналу за 7 липня 2013. Процитовано 14 листопада 2010. [Архівовано 2014-03-31 у Wayback Machine.]